# Giáo dục Việt Nam Cộng hòa

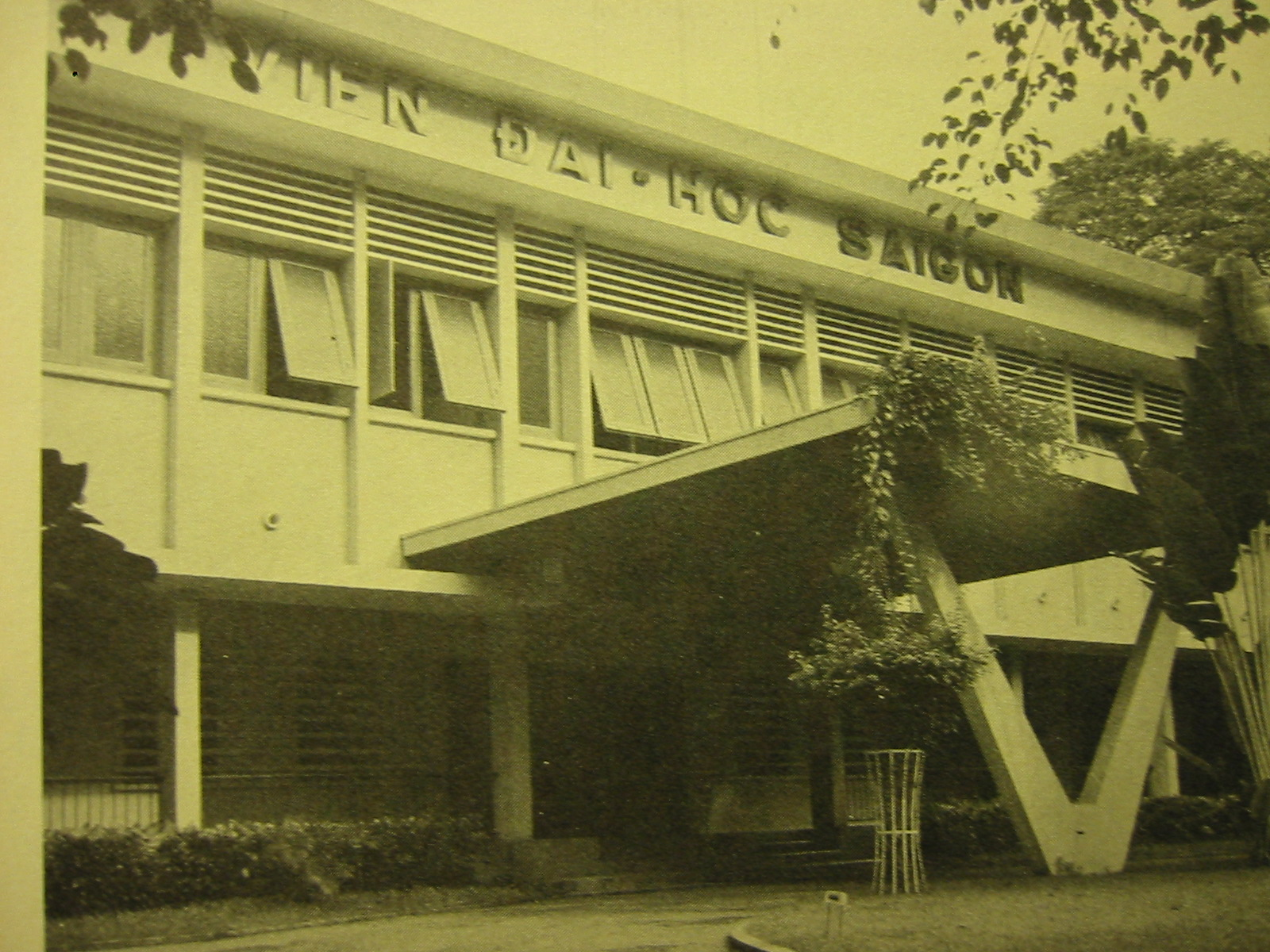
Mặt tiền tòa nhà hành chính của Viện Đại học Sài Gòn, cơ sở giáo dục đại học lớn nhất tại Việt Nam Cộng hòa, hình chụp năm 1961.

Nền giáo dục Việt Nam Cộng hòa là nền giáo dục ở các vùng do chế độ Việt Nam Cộng hòa kiểm soát tại miền Nam Việt Nam từ 1955 tới 1975 (các vùng do Mặt trận Dân tộc giải phóng miền Nam kiểm soát thì không áp dụng). Hệ thống giáo dục Việt Nam Cộng hòa gồm tiểu học, trung học và đại học, cùng với một mạng lưới các cơ sở giáo dục công lập, dân lập và tư thục ở cả ba bậc học và hệ thống tổ chức quản trị từ trung ương tới địa phương. Hiến pháp Việt Nam Cộng hòa quy định về việc cố gắng xây dựng nền giáo dục cơ bản mang tính bắt buộc và miễn phí, các trường đại học tự trị, và những người có khả năng mà không có phương tiện sẽ được nâng đỡ để theo đuổi học vấn.
Nhìn chung mô hình giáo dục ở miền Nam Việt Nam trong những năm 1960–1970 có khuynh hướng xa dần ảnh hưởng của nền giáo dục Pháp vốn chú trọng đào tạo một số ít phần tử trí thức và có khuynh hướng thiên về lý thuyết, để chuyển sang mô hình giáo dục đại chúng và thực tiễn.

## Tổng quan

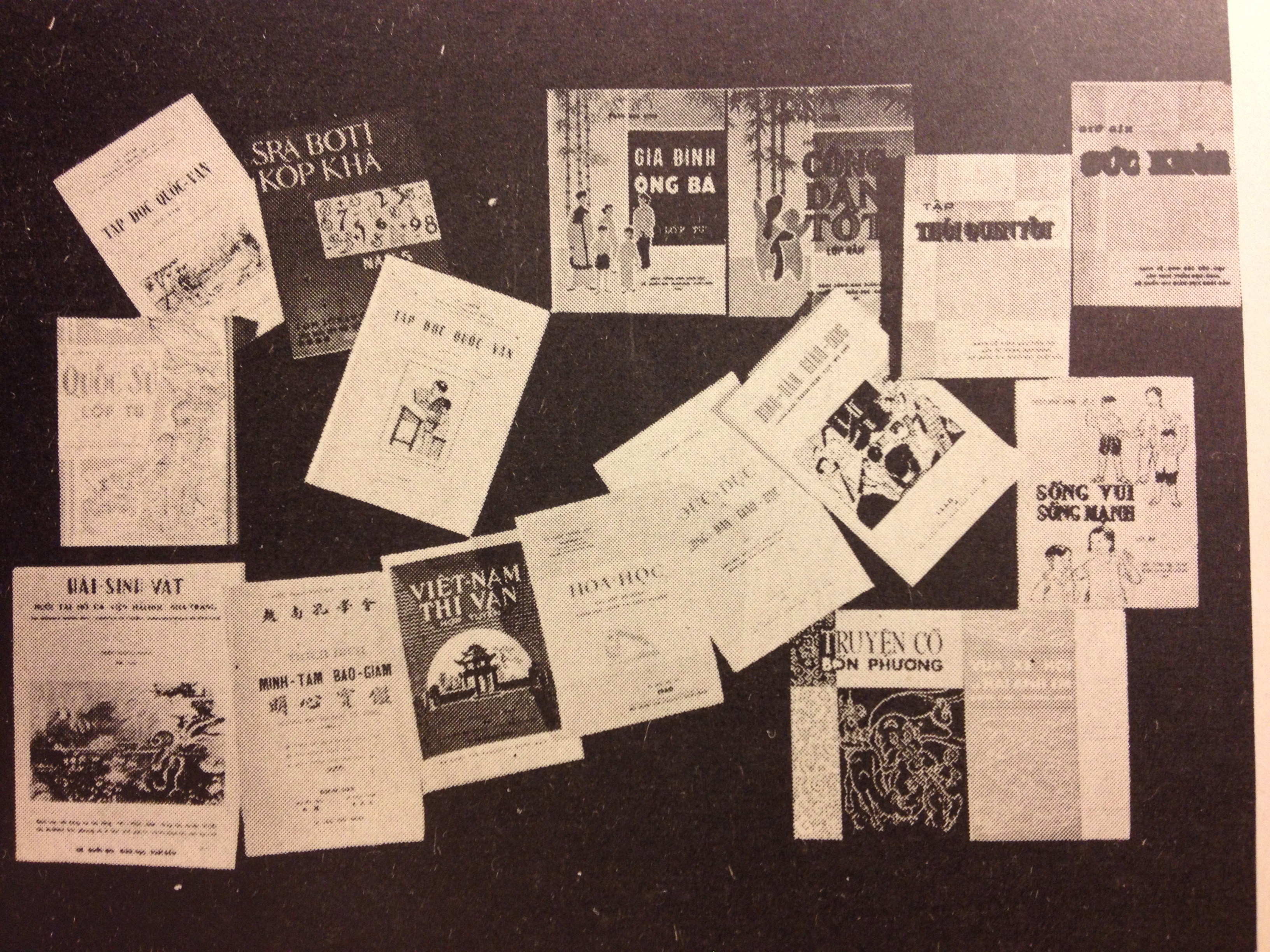
Sách giáo khoa do Ban Tu thư thuộc Bộ Quốc gia Giáo dục soạn ra

Từ năm 1917, chính quyền thuộc địa Pháp ở Việt Nam đã có một hệ thống giáo dục thống nhất cho cả ba miền Nam, Trung, Bắc, và cả Lào cùng Cao Miên. Hệ thống giáo dục thời Pháp thuộc có ba bậc: tiểu học, trung học, và đại học. Chương trình học là chương trình của Pháp, với một chút sửa đổi nhỏ áp dụng cho các cơ sở giáo dục ở Việt Nam, dùng tiếng Pháp làm ngôn ngữ chính, tiếng Việt chỉ là ngôn ngữ phụ. Sau khi chính phủ Việt Nam thành lập vào ngày 17 tháng 4 năm 1945, chương trình học của Việt Nam - còn gọi là chương trình Hoàng Xuân Hãn ban hành trong khoảng thời gian từ 20 tháng 4 đến 20 tháng 6 năm 1945 dưới thời chính phủ Trần Trọng Kim của Đế quốc Việt Nam - được đem ra áp dụng ở miền Trung và miền Bắc, nhưng chỉ 2 tháng sau thì Đế quốc Việt Nam sụp đổ. Vì sự trở lại của người Pháp nên chương trình Pháp vẫn còn tiếp tục cho đến giữa thập niên 1950. Đến thời Đệ Nhất Cộng hòa thì chương trình Việt mới được áp dụng ở miền Nam để thay thế cho chương trình cũ của Pháp. Cũng từ đây, các nhà lãnh đạo giáo dục người Việt Nam mới có cơ hội đóng vai trò lãnh đạo.
Ngay từ những ngày đầu hình thành nền Đệ Nhất Cộng hòa, những người làm công tác giáo dục ở miền Nam đã bắt đầu xây dựng các nền móng đầu tiên cho nền giáo dục. Những vấn đề đó là: triết lý giáo dục, mục tiêu giáo dục, chương trình học, tài liệu giáo khoa và phương tiện học tập, vai trò của nhà giáo, cơ sở vật chất và trang thiết bị trường học, đánh giá kết quả học tập, và tổ chức quản trị. Nhìn chung, người ta thấy mô hình giáo dục ở miền Nam Việt Nam trong những năm 1960 có khuynh hướng xa dần ảnh hưởng của Pháp vốn chú trọng đào tạo một số ít phần tử ưu tú trong xã hội và có khuynh hướng thiên về lý thuyết, để chấp nhận mô hình giáo dục Hoa Kỳ có tính cách đại chúng và thực tiễn.

### Tỷ lệ người đi học

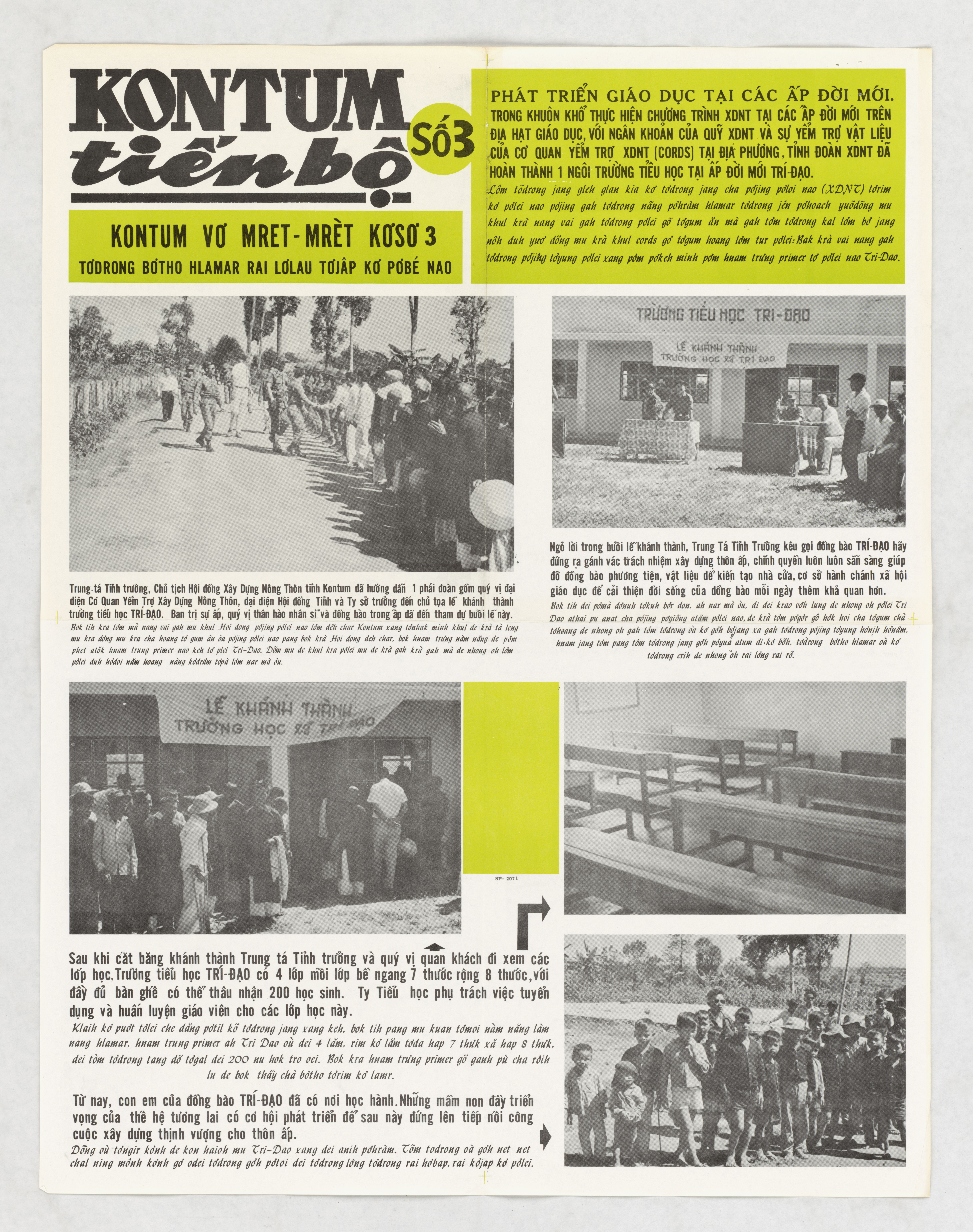
Áp phích tường thuật lễ khánh thành một trường tiểu học ở tỉnh Kontum

Theo Nguyễn Thanh Liêm (cựu Thứ trưởng Bộ Quốc gia Giáo dục Việt Nam Cộng hòa), nền giáo dục VNCH chỉ tồn tại trong 20 năm (từ 1955 đến 1975), bị ảnh hưởng nặng nề bởi chiến tranh và những bất ổn chính trị thường xảy ra, phần thì ngân sách eo hẹp do phần lớn ngân sách quốc gia phải dành cho quốc phòng và nội vụ (trên 40% ngân sách quốc gia dành cho quốc phòng, khoảng 13% cho nội vụ, chỉ khoảng 7–7,5% cho giáo dục). Tuy nhiên, cơ sở trường lớp đã phát triển nhanh, đáp ứng được một phần nhu cầu gia tăng nhanh chóng của người dân, đào tạo được một nhóm trí thức có khả năng chuyên môn để xây dựng quốc gia và tạo được sự nghiệp ở các quốc gia phát triển. Kết quả này là nhờ các nhà giáo có ý thức rõ ràng về sứ mạng, trách nhiệm và dành nhiều tâm huyết đóng góp cho nghề nghiệp, cũng như nhiều bậc phụ huynh đã đóng góp tài chính cho việc xây dựng cơ sở vật chất, cùng những ý tưởng, sáng kiến, và nỗ lực mang lại sự tiến bộ cho nền giáo dục. Tuy nhiên, giáo dục VNCH vẫn tồn tại nhiều khuyết điểm, tiêu biểu là mạng lưới trường học bị thiếu hụt và mất cân đối, mức độ phổ cập giáo dục khá thấp, số trường trung học và đại học quá ít so với dân số, tỷ lệ trẻ em thất học cao, tỷ lệ người mù chữ vẫn còn khá lớn (xem số liệu ở dưới).
Năm học 1973–1974, Việt Nam Cộng hòa có 20% dân số là học sinh và sinh viên đang đi học trong các cơ sở giáo dục. Con số này bao gồm 3.101.560 học sinh tiểu học, 1.091.779 học sinh trung học, và 101.454 sinh viên đại học Đến năm 1975, tổng số sinh viên trong các viện đại học ở miền Nam là khoảng 150.000 người (không tính các sinh viên theo học ở Học viện Quốc gia Hành chánh và ở các trường đại học cộng đồng), chiếm 0,75% dân số.
Hệ thống giáo dục Việt Nam Cộng hòa thực hiện phổ cập tiểu học, mọi trẻ em đến 6 tuổi đều có quyền đăng ký đi học tại trường công. Tuy nhiên từ cấp 2 trở đi thì không được phổ cập. Học sinh tới lớp 5 (lớp cuối cùng của cấp tiểu học) sẽ phải trải qua một loạt các kỳ thi được đề ra với tỷ lệ đánh trượt cao ở từng giai đoạn. Cho đến niên học 1967 tổng cộng có bốn kỳ thi:
1. Thi bằng tiểu học khi xong lớp 6  để vào trung học đệ Nhất cấp. Kỳ thi có tính chọn lọc khá cao, tỷ lệ đậu vào trường công khoảng 62%[8]. Số 38% bị trượt phải vào trường tư và tự trang trải học phí, không được miễn phí như trường công. Một số học sinh rớt sẽ được ghi danh học lớp tiếp liên, dành riêng học chỉ những môn thi vào Đệ thất: Quốc văn, toán và thường thức.[9]
2. Thi bằng Trung học đệ nhất cấp khi xong lớp 9. Tuy nhiên đây không phải là điều kiện bắt buộc để nhập học lớp 10.[7]
3. Thi Tú tài I khi xong lớp 11. Học sinh không đậu không thể nhập học lớp 12.
4. Thi Tú tài II cuối năm lớp 12. Không đậu Tú tài II thì không thể ghi danh học đại học.

Nói chung Tú tài I tỷ lệ đậu chỉ khoảng 15–30% và Tú tài II khoảng 30–45%. Nam giới thi hỏng Tú tài I phải trình diện nhập ngũ quân đội và đi quân dịch hai năm hoặc vào trường hạ sĩ quan Đồng Đế ở Nha Trang.
Do số thí sinh bị đánh trượt cao, học sinh thời Việt Nam Cộng hòa phải chịu áp lực rất lớn về thi cử nên phải học tập rất vất vả, và chỉ khoảng 24% tổng số thiếu niên ở lứa tuổi từ 12 đến 18 là được đi học. Nội san AĐS cho biết: “Cứ 100 em vào lớp đầu của bậc tiểu học thì chỉ có 3 em được học trung học đệ nhị cấp, còn 97 em bị hất ra ngoài nền giáo dục đại chúng của ông Thiệu, và trong tiểu học có 51% học sinh không được học lên lớp 4”. Tới năm 1974, tỷ lệ người dân biết đọc và viết của Việt Nam Cộng hòa ước tính vào khoảng 70% dân số, 30% còn lại vẫn mù chữ.
Sau năm 1975, Việt Nam Cộng hòa sụp đổ trong khi vẫn chưa giải quyết được tình trạng mù chữ, ít học trong một bộ phận không nhỏ người dân miền Nam. Trong Chỉ thị 221 CT/TW "Về công tác giáo dục ở miền Nam sau ngày hoàn toàn giải phóng", ngày 17-6-1975, Ban Bí thư Trung ương Đảng nhấn mạnh “Trước mắt, phải coi đây (nhiệm vụ xoá nạn mù chữ và bổ túc văn hoá) là một nhiệm vụ cấp thiết số một.... Trước hết, phải xoá ngay nạn mù chữ trong cán bộ và thanh niên và tiếp tục bổ túc văn hoá cho họ, đồng thời phát động phong trào sôi nổi trong quần chúng nhằm mau chóng xoá nạn mù chữ trong nhân dân lao động, phấn đấu hoàn thành nhiệm vụ này trong hai năm”. Tháng 9-1976, trong thư gửi giáo viên và học sinh cả nước nhân dịp khai giảng năm học mới, Chủ tịch nước Tôn Đức Thắng lưu ý “Riêng đối với miền Nam, cần tập trung sức nhanh chóng xoá xong nạn mù chữ và đẩy mạnh công tác bổ túc văn hoá cho cán bộ và thanh niên công nông...”. Phong trào bình dân học vụ nhằm giải quyết tình trạng người dân mù chữ trong chế độ cũ được thực hiện. Cuối tháng 2-1978, tất cả 21 tỉnh và thành phố ở miền Nam đã cơ bản hoàn thành kế hoạch xoá nạn mù chữ.

## Triết lý giáo dục

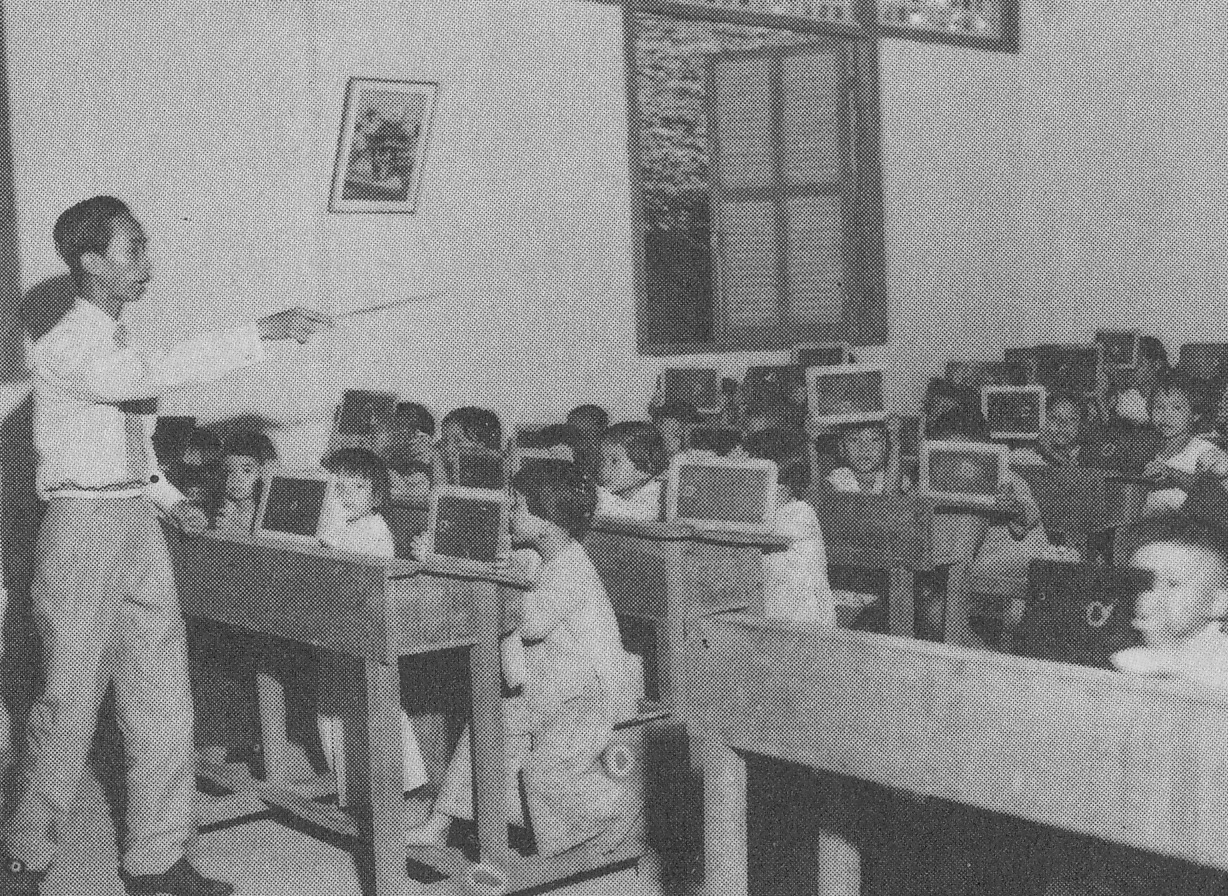
Một lớp tiểu học ở miền Nam, năm 1961.

Năm 1958, dưới thời Bộ trưởng Bộ Quốc gia Giáo dục Trần Hữu Thế, Bộ đã tổ chức nhóm họp Đại hội Giáo dục Quốc gia (lần I) tại Sài Gòn. Đại hội này quy tụ nhiều phụ huynh học sinh, thân hào nhân sĩ, học giả, đại diện của quân đội, chính quyền và các tổ chức quần chúng, đại diện ngành văn hóa và giáo dục các cấp từ tiểu học đến đại học, từ phổ thông đến kỹ thuật... Ba nguyên tắc giáo dục là nhân bản, dân tộc, và khai phóng được chính thức hóa ở hội nghị này. Đây là những nguyên tắc làm nền tảng cho triết lý giáo dục của Việt Nam Cộng hòa, được ghi cụ thể trong tài liệu Những nguyên tắc căn bản do Bộ Quốc gia Giáo dục ấn hành năm 1959 và sau đó trong Hiến pháp Việt Nam Cộng hòa (1967). Tuy nhiên, không có văn bản cụ thể hóa cách hiểu ba nguyên tắc này là như thế nào. Theo Nguyễn Thanh Liêm trong một công trình nghiên cứu xuất bản tại Santa Ana năm 2006, và theo tài liệu Chính sách văn hóa giáo dục của Hội đồng Văn hóa Giáo dục Việt Nam Cộng hòa ấn hành năm 1972, những nguyên tắc trên có thể hiểu như sau:
1. Nhân bản: chủ trương con người có địa vị quan trọng trong thế giới; lấy con người làm gốc, lấy cuộc sống của con người trong cuộc đời làm căn bản; xem con người như một động lực của sự phát triển chứ không phải như một phương tiện hay công cụ phục vụ. Đề cao những giá trị thiêng liêng của con người. Chủ trương sự phát triển quân bình và toàn diện của mỗi người và mọi người. Triết lý nhân bản chấp nhận có sự khác biệt giữa các cá nhân, nhưng không sử dụng sự khác biệt đó để đánh giá con người, không chấp nhận sự kỳ thị hay phân biệt giàu nghèo, địa phương, tôn giáo, chủng tộc... Với triết lý nhân bản, mọi người có giá trị như nhau và đều có quyền được hưởng những cơ hội đồng đều về giáo dục.[19][22]
2. Dân tộc: tôn trọng giá trị đặc thù, các truyền thống tốt đẹp của dân tộc trong mọi sinh hoạt liên hệ tới gia đình, nghề nghiệp, và quốc gia. Giáo dục phải biểu hiện, bảo tồn và phát huy được những tinh hoa hay những truyền thống tốt đẹp của văn hóa dân tộc để không bị mất đi hay tan biến trong những nền văn hóa khác. Giáo dục còn nhằm bảo đảm sự đoàn kết và trường tồn của dân tộc, sự phát triển điều hòa và toàn diện của quốc gia.[19][22]
3. Khai phóng: Tinh thần dân tộc không nhất thiết phải bảo thủ, không nhất thiết phải đóng cửa. Ngược lại, giáo dục phải không ngừng hướng tới sự tiến bộ, tôn trọng tinh thần khoa học, mở rộng tiếp nhận những kiến thức khoa học kỹ thuật tân tiến trên thế giới, tiếp nhận tinh thần dân chủ, phát triển xã hội, tinh hoa văn hóa nhân loại để góp phần vào việc hiện đại hóa quốc gia và xã hội, làm cho xã hội tiến bộ tiếp cận với văn minh thế giới, góp phần phát triển sự cảm thông và hợp tác quốc tế, tích cực đóng góp vào sự phát triển chung của nhân loại.[19][22]

Tuy nhiên, suốt đến khi chấm dứt tồn tại, chính phủ Việt Nam Cộng hòa vẫn chưa có văn bản cụ thể hóa cách hiểu ba nguyên tắc này là như thế nào. Vì vậy, những lý thuyết "nhân bản, dân tộc, khai phóng" tuy nghe thì lý tưởng nhưng khi áp dụng vào thực tế thì bị lúng túng, vá víu. Do không có văn bản quy định chi tiết nên ở mỗi địa phương, mỗi nhà giáo lại hiểu 3 nguyên tắc đó theo hướng khác hẳn nhau, việc đặt ra triết lý giáo dục bị xem là không có tính khả thi.
Tác giả Nguyễn Tử Lộc là một giáo viên ở miền Nam thời kỳ đó, năm 1966 đã nhận xét: 3 triết lý nêu trên nghe thì rất quý báu, cao cả, nhưng chúng vẫn chỉ là khẩu hiệu ở trên giấy, còn số liệu thực tế lại khác hẳn: một nửa số trẻ em không được đi học tiểu học, 50% dân chúng vẫn còn mù chữ, nhiều trường tư chỉ dành cho con em nhà giàu, tổng số học sinh, sinh viên ngành kỹ thuật chỉ là 0,5% tổng số học sinh, sinh viên; sự mê tín dị đoan thì vẫn còn ngự trị trong khắp miền thôn quê chiếm 80% dân số. Khi tình trạng đó chưa được cải thiện, thì "nhân bản, dân tộc, khai phóng" cũng chỉ là khẩu hiệu suông và không có ý nghĩa gì trong thực tế.

## Trợ giúp của quốc tế

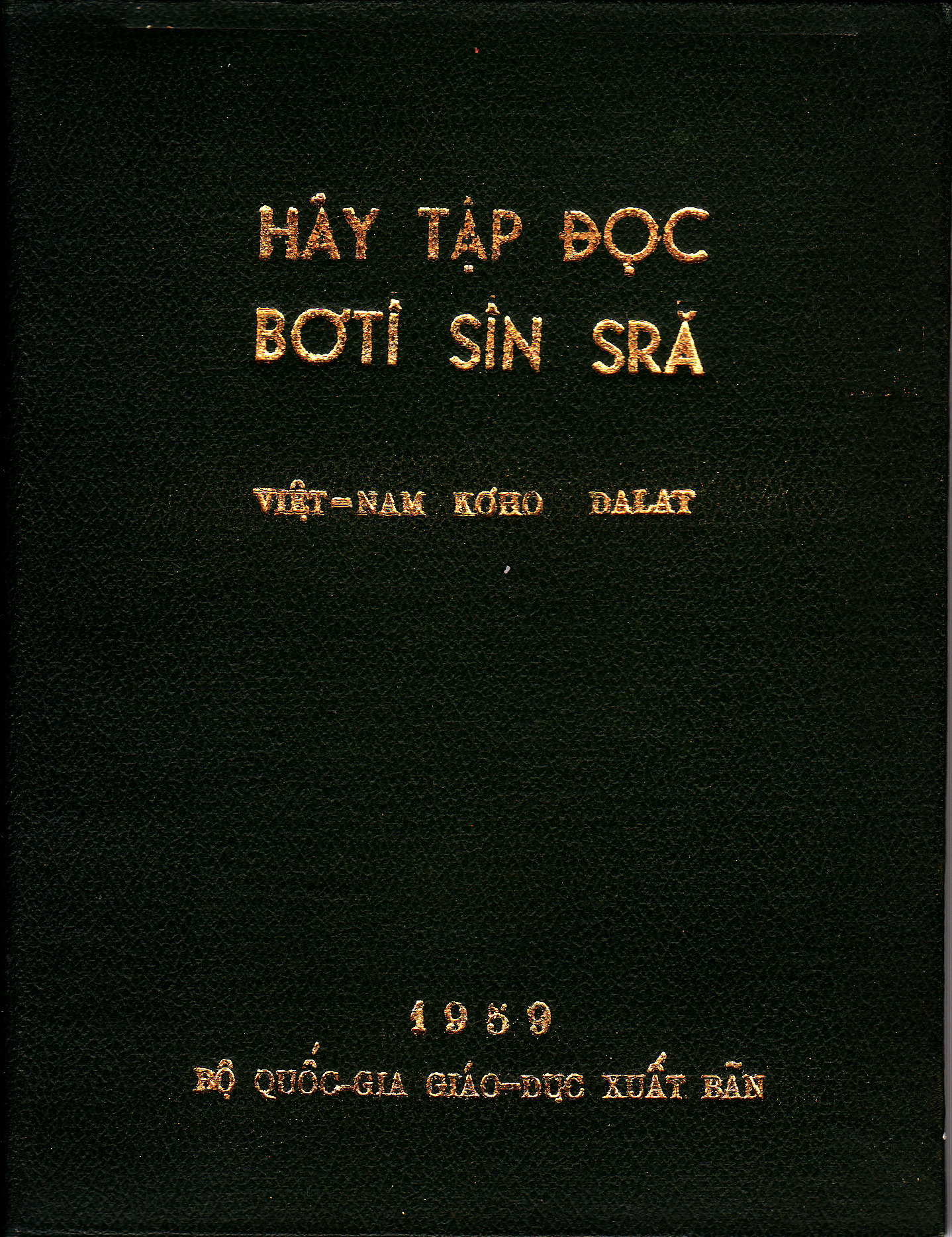
Cuốn tập đọc song ngữ Việt-Kơho do Bộ Quốc gia Giáo dục xuất bản năm 1959 với sự hợp tác của Phái bộ Kinh tế Hoa Kỳ

## Mục tiêu giáo dục
Theo Nguyễn Thanh Liêm thì những mục tiêu giáo dục được đề ra là để nhằm trả lời cho câu hỏi: sau khi nhận được sự giáo dục, những người đi học sẽ trở thành người có thái độ như thế nào đối với cá nhân mình, đối với gia đình, quốc gia, xã hội, và nhân loại, ví dụ như:
1. Phát triển toàn diện mỗi cá nhân: Trong tinh thần tôn trọng nhân cách và giá trị của cá nhân học sinh, giáo dục hướng vào việc phát triển toàn diện mỗi cá nhân theo bản tính tự nhiên của mỗi người và theo những quy luật phát triển tự nhiên cả về thể chất lẫn tâm lý. Cung cấp cho học sinh đầy đủ thông tin và dữ kiện để học sinh phán đoán, lựa chọn. Nhân cách và khả năng riêng của học sinh được lưu ý đúng mức.[19]
2. Phát triển tinh thần quốc gia ở mỗi học sinh: giúp học sinh hiểu biết hoàn cảnh xã hội, môi trường sống, và lối sống của người dân; giúp học sinh hiểu biết lịch sử nước nhà, yêu thương đất nước mình, ca ngợi tinh thần đoàn kết, tranh đấu của người dân trong việc chống ngoại xâm bảo vệ tổ quốc; giúp học sinh học tiếng Việt và sử dụng tiếng Việt một cách có hiệu quả; giúp học sinh nhận biết nét đẹp của quê hương xứ sở, những tài nguyên phong phú của quốc gia, những phẩm hạnh truyền thống của dân tộc; giúp học sinh bảo tồn những truyền thống tốt đẹp, những phong tục giá trị của quốc gia; giúp học sinh có tinh thần tự tin, tự lực, và tự lập.[19]
3. Phát triển tinh thần dân chủ và tinh thần khoa học: giúp học sinh tổ chức những nhóm làm việc độc lập qua đó phát triển tinh thần cộng đồng và ý thức tập thể; giúp học sinh phát triển óc phán đoán với tinh thần trách nhiệm và kỷ luật; giúp phát triển tính tò mò và tinh thần khoa học; giúp học sinh có khả năng tiếp nhận những giá trị văn hóa của nhân loại.[19]

## Giáo dục tiểu học và trung học
| lớp năm     | lớp 1  |
| lớp bốn     | lớp 2  |
| lớp ba      | lớp 3  |
| lớp nhì     | lớp 4  |
| lớp nhất    | lớp 5  |
| lớp đệ thất | lớp 6  |
| lớp đệ lục  | lớp 7  |
| lớp đệ ngũ  | lớp 8  |
| lớp đệ tứ   | lớp 9  |
| lớp đệ tam  | lớp 10 |
| lớp đệ nhị  | lớp 11 |
| lớp đệ nhất | lớp 12 |

| Số liệu giáo dục bậc tiểu học | Số liệu giáo dục bậc tiểu học | Số liệu giáo dục bậc tiểu học |
| Niên học                      | Số học sinh                   | Số lớp học                    |
| ----------------------------- | ----------------------------- | ----------------------------- |
| 1955                          | 400.865                       | 8.191                         |
| 1957                          | 717.198                       |                               |
| 1959                          | 1.115.000                     |                               |
| 1960                          | 1.230.000                     |                               |
| 1961                          | 1.376.361                     |                               |
| 1963                          | 1.450.679                     | 30.123                        |
| 1964                          | 1.554.063                     |                               |
| 1965                          | 1.633.212                     |                               |
| 1970                          | 2.556.000                     | 44.104                        |

### Giáo dục tiểu học
Bậc tiểu học thời Việt Nam Cộng hòa bao gồm năm lớp, từ lớp 1 đến lớp 5 (thời Đệ Nhất Cộng hòa gọi là lớp Năm, lớp Tư, lớp Ba, lớp Nhì, lớp Nhất). Theo quy định của Hiến pháp, giáo dục tiểu học là giáo dục phổ cập (bắt buộc). Từ thời Đệ Nhất Cộng hòa đã có luật quy định trẻ em phải đi học ít nhất ba năm tiểu học. Mỗi năm học sinh phải thi để lên lớp. Ai thi trượt phải học "đúp", tức học lại lớp đó. Các trường công lập đều hoàn toàn miễn phí, không thu học phí và các khoản lệ phí khác. Học sinh tiểu học chỉ học một buổi, sáu ngày mỗi tuần. Theo quy định, một ngày được chia ra 2 ca học; ca học buổi sáng và ca học buổi chiều. Vào đầu thập niên 1970, Việt Nam Cộng hòa có 2,5 triệu học sinh tiểu học, 82% tổng số thiếu niên từ 6 đến 11 tuổi theo học ở 5.208 trường tiểu học (chưa kể các cơ sở ở Phú Bổn, Vĩnh Long, và Sa Đéc).
Tất cả trẻ em từ 6 tuổi đều được nhận vào lớp Một để bắt đầu bậc tiểu học. Phụ huynh có thể chọn lựa cho con em vào học miễn phí cho hết bậc tiểu học trong các trường công lập hay tốn học phí (tùy trường) tại các trường tiểu học tư thục. Lớp 1 (trước năm 1967 gọi là lớp Năm) cấp tiểu học mỗi tuần học 25 giờ, trong đó 9,5 giờ môn quốc văn; 2 giờ bổn phận công dân và đức dục (còn gọi là lớp Công dân giáo dục). Lớp 2 (trước năm 1967 gọi là lớp Tư), quốc văn giảm còn 8 tiếng nhưng thêm 2 giờ sử ký và địa lý. Lớp 3 trở lên thì ba môn quốc văn, công dân và sử địa chiếm 12–13 tiếng mỗi tuần. Một năm học kéo dài chín tháng, nghỉ ba tháng hè. Trong năm học có khoảng 10 ngày nghỉ lễ (thông thường vào những ngày áp Tết).
Đối với các sắc tộc người Thượng, sắc luật 033 ngày 29 Tháng 8, 1967 ấn định việc giảng dạy thổ ngữ cùng với tiếng Việt ở bậc tiểu học nên có bốn bộ sách giáo khoa cho bốn thứ tiếng Jarai, Rhadé, Kaho và Bahnar. Đến năm 1971 thì hoàn thành tổng cộng 12 bộ sách cho 12 ngôn ngữ Thượng.

### Giáo dục trung học
Tính đến đầu những năm 1970, Việt Nam Cộng hòa có hơn 550.000 học sinh trung học, tức 24% tổng số thanh thiếu niên ở lứa tuổi từ 12 đến 18; có 534 trường trung học (chưa kể các cơ sở ở Vĩnh Long và Sa Đéc). Đến năm 1975 thì có khoảng 900.000 học sinh ở các trường trung học công lập. Các trường trung học công lập nổi tiếng thời đó có Pétrus Ký, Chu Văn An, Võ Trường Toản, Trưng Vương, Gia Long, Lê Quý Đôn (Sài Gòn) tiền thân là Trường Chasseloup Laubat, Quốc Học (Huế), Trường Trung học Phan Chu Trinh (Đà Nẵng), Nguyễn Đình Chiểu (Mỹ Tho), Phan Thanh Giản (Cần Thơ)... Các trường công lập đều hoàn toàn miễn phí, không thu học phí và các khoản lệ phí khác. Các trường tư thục thì thu học phí với mức khác nhau (tùy từng trường và khối lớp).
Trung học đệ nhất cấp
Trung học đệ nhất cấp bao gồm bốn lớp 6 đến lớp 9 (trước năm 1970 gọi là lớp đệ thất, đệ lục, đệ ngũ, đệ tứ), tương đương trung học cơ sở hiện nay. Từ tiểu học phải thi vào trung học đệ nhất cấp. Đậu vào trường trung học công lập không dễ. Các trường trung học công lập hàng năm đều tổ chức tuyển sinh vào lớp Đệ thất (từ năm 1970 gọi là lớp 6), kỳ thi có tính chọn lọc khá cao (tỷ số chung toàn quốc vào trường công khoảng 62%); tại một số trường danh tiếng tỷ lệ trúng tuyển thấp hơn 10%. Những học sinh không vào được trường công thì có thể nhập học trường tư thục nhưng phải tự trả học phí. Một năm học được chia thành hai "lục cá nguyệt" (hay "học kỳ"). Kể từ lớp 6, học sinh bắt đầu phải học ngoại ngữ, thường là tiếng Anh hay tiếng Pháp. Môn Công dân giáo dục tiếp tục với thời lượng 2 giờ mỗi tuần. Từ năm 1966 trở đi, môn võ Vovinam (tức Việt Võ đạo) cũng được đưa vào giảng dạy ở một số trường. Học xong năm lớp 9 thì thi bằng Trung học đệ nhất cấp (tiếng Pháp: brevet d'etudes du premier cycle). Kỳ thi này thoạt tiên có hai phần: viết và vấn đáp. Năm 1959 bỏ phần vấn đáp rồi đến niên học 1966–67 thì Bộ Quốc gia Giáo dục bãi bỏ hẳn kỳ thi Trung học đệ nhất cấp.
| Số liệu giáo dục bậc trung học | Số liệu giáo dục bậc trung học | Số liệu giáo dục bậc trung học |
| Niên học                       | Số học sinh                    | Số lớp học                     |
| ------------------------------ | ------------------------------ | ------------------------------ |
| 1955                           | 51.465                         | 890                            |
| 1959                           | 132.529                        |                                |
| 1960                           | 160.500                        |                                |
| 1961                           | 228.495                        |                                |
| 1963                           | 264.866                        | 4.831                          |
| 1964                           | 291.965                        |                                |
| 1965                           | 323.823                        |                                |
| 1967–68                        | 471.000                        |                                |
| 1968–69                        | 554.000                        |                                |
| 1969–70                        | 632.000                        | 9.069                          |

Trung học đệ nhị cấp
Trung học đệ nhị cấp là các lớp 10, 11 và 12, trước 1971 gọi là đệ tam, đệ nhị và đệ nhất; tương đương trung học phổ thông hiện nay. Muốn vào thì phải đậu được bằng Trung học đệ nhất cấp, tức bằng Trung học cơ sở. Vào đệ nhị cấp, học sinh phải chọn học theo một trong bốn ban như dự bị vào đại học. Bốn ban thường gọi A, B, C, D theo thứ tự là khoa học thực nghiệm hay còn gọi là ban vạn vật; ban toán; ban văn chương; và ban văn chương cổ ngữ, thường là Hán văn và La Tinh. Ngoài ra học sinh cũng bắt đầu học thêm một ngoại ngữ thứ hai. Vào năm lớp 11 thì học sinh phải thi Tú tài I rồi thi Tú tài II năm lớp 12. Thể lệ này đến năm học 1972–1973 thì bỏ, chỉ thi một đợt tú tài phổ thông. Thí sinh phải thi tất cả các môn học được giảng dạy (trừ môn Thể dục), đề thi gồm các nội dung đã học, không có giới hạn hoặc bỏ bớt. Hình thức thi kể từ năm 1974 cũng bỏ lối viết bài luận (essay) mà theo lối thi trắc nghiệm có tính cách khách quan hơn. Mỗi năm có hai đợt thi Tú tài tổ chức vào khoảng tháng 6 và tháng 8. Tỷ lệ đậu Tú tài I (15–30%) và Tú tài II (30–45%) tại các trường công lập nhìn chung tỷ lệ đậu cao hơn trường tư thục do phần lớn học sinh đã được sàng lọc qua kỳ thi vào lớp 6 rồi.
Do tỷ lệ đậu kỳ thi Tú tài khá thấp nên vào được đại học là một chuyện khó. Thí sinh đậu được xếp thành: Hạng "tối ưu" hay "ưu ban khen" (18/20 điểm trở lên), thí sinh đậu Tú tài II hạng tối ưu thường hiếm, mỗi năm toàn Việt Nam Cộng hòa chỉ một vài em đậu hạng này, có năm không có; hạng "ưu" (16/20 điểm trở lên); "bình" (14/20); "bình thứ" (12/20), và "thứ" (10/20). Một số trường trung học chia theo phái tính như ở Sài Gòn thì có trường Pétrus Ký, Chu Văn An, Võ Trường Toản, Trường Hồ Ngọc Cẩn (Gia Định) và các trường Quốc học (Huế), Phan Chu Trinh (Đà Nẵng), Cường Để (Quy Nhơn), Tăng Bạt Hổ (Bồng Sơn), Võ Tánh (Nha Trang), Trần Hưng Đạo (Đà Lạt), Nguyễn Đình Chiểu (Mỹ Tho), Phan Thanh Giản (Cần Thơ) dành cho nam sinh. Các trường Trưng Vương, Gia Long, Lê Văn Duyệt, Trường Nữ Trung học Đồng Khánh (Huế), Trường Nữ Trung học Hồng Đức (Đà Nẵng), Trường Nữ Trung học Bùi Thị Xuân (Đà Lạt), Trường Nữ Trung học Lê Ngọc Hân (Mỹ Tho), Trường Nữ Trung học Đoàn Thị Điểm (Cần Thơ) chỉ dành cho nữ sinh. Học sinh trung học lúc bấy giờ phải mặc đồng phục: nữ sinh thì áo dài trắng, quần trắng hay đen; còn nam sinh thì mặc áo sơ mi trắng, quần màu xanh dương.
Trung học tổng hợp
Chương trình giáo dục trung học tổng hợp (tiếng Anh: comprehensive high school) là một chương trình giáo dục thực tiễn phát sinh từ quan niệm giáo dục của triết gia John Dewey, sau này được nhà giáo dục người Mỹ là James B. Connant hệ thống hóa và đem áp dụng cho các trường trung học Hoa Kỳ. Chương trình này chú trọng đến khía cạnh thực tiễn và hướng nghiệp, đặt nặng vào các môn tư vấn, kinh tế gia đình, kinh doanh, công-kỹ nghệ, v.v... nhằm trang bị cho học sinh những kiến thức thực tiễn, giúp họ có thể mưu sinh sau khi rời trường trung học. Ở từng địa phương, phụ huynh học sinh và các nhà giáo có thể đề nghị những môn học đặc thù khả dĩ có thể đem ra ứng dụng ở nơi mình sinh sống. Từ thời Đệ Nhất Cộng hòa năm 1962, phái đoàn Ohio University do USAID đài trợ đã gửi người sang giúp canh tân giáo trình trung học. Nhưng phải đợi đến năm 1965, chính phủ mới cho thử nghiệm chương trình trung học tổng hợp, nhập đệ nhất và đệ nhị cấp lại với nhau. Tổng cộng có ba trường tiên khởi đặt ở Huế (1965), Thủ Đức (1966) và Cần Thơ (1967) do Bộ Quốc gia Giáo dục điều hành. Tuy nhiên vì chiến cuộc và nhân sự, chỉ có Trường Thủ Đức hoạt động thành công áp dụng mô hình tổng hợp. Sau đó chương trình mở rộng thêm ở một số trường như Nguyễn An Ninh (cho nam sinh; 93 đường Trần Nhân Tông, Quận 10) và Sương Nguyệt Anh (cho nữ sinh; góc đường Hòa Hảo và Vĩnh Viễn, gần chùa Ấn Quang) ở Sài Gòn, và Chưởng binh Lễ ở Long Xuyên.
Trường Trung học Kiểu mẫu Huế (nay là một phần của Trường Sư Phạm Huế)
Trung học kỹ thuật
| Số liệu giáo dục kỹ thuật và chuyên nghiệp | Số liệu giáo dục kỹ thuật và chuyên nghiệp |
| Niên học                                   | Số học sinh                                |
| ------------------------------------------ | ------------------------------------------ |
| 1962                                       | 6.820                                      |
| 1965                                       | 9.165                                      |

Các trường trung học kỹ thuật nằm trong hệ thống giáo dục kỹ thuật, kết hợp việc dạy nghề với giáo dục phổ thông. Các học sinh trúng tuyển vào trung học kỹ thuật thường được cấp học bổng toàn phần hay bán phần. Mỗi tuần học 42 giờ; hai môn ngoại ngữ bắt buộc là tiếng Anh và tiếng Pháp. Các trường trung học kỹ thuật có mặt hầu hết ở các tỉnh, thành phố; ví dụ, công lập thì có Trường Trung học Kỹ thuật Cao Thắng (thành lập năm 1956; tiền thân là Trường Cơ khí Á châu thành lập năm 1906 ở Sài Gòn; nay là Trường Cao đẳng Kỹ thuật Cao Thắng),, Trường Trung học Nông Lâm Súc Bảo Lộc, Trường Trung học Kỹ thuật Nguyễn Trường Tộ; tư thục thì có Trường Trung học Kỹ thuật Don Bosco (do các tu sĩ Dòng Don Bosco thành lập năm 1956 ở Gia Định; nay là Trường Đại học Công nghiệp Thành phố Hồ Chí Minh).
Trường Trung học Kỹ thuật Huế (nay là Trường Công nghiệp Huế); Trường Nông lâm Súc Huế (nay là Trường Đại học Nông Lâm Huế).

### Các trường tư thục và Quốc gia Nghĩa tử
| Số liệu giáo dục tư thục | Số liệu giáo dục tư thục | Số liệu giáo dục tư thục |
| Niên học                 | Số học sinh tiểu học     | Số học sinh trung học    |
| ------------------------ | ------------------------ | ------------------------ |
| 1960–61                  | 105.752                  | 270.545                  |

Các trường tư thục của các tôn giáo
Ngoài hệ thống trường công lập của chính phủ là hệ thống trường tư thục. Vào năm 1964 các trường tư thục giáo dục 28% trẻ em tiểu học và 62% học sinh trung học. Đến niên học 1970–1971 thì trường tư thục đảm nhiệm 17,7% học sinh tiểu học và 77,6% học sinh trung học. Tính đến năm 1975, Việt Nam Cộng hòa có khoảng 1,2 triệu học sinh ghi danh học ở hơn 1.000 trường tư thục ở cả hai cấp tiểu học và trung học. Các trường tư thục nổi tiếng như Lasan Taberd dành cho nam sinh; Couvent des Oiseaux de Dalat, Couvent des Oiseaux de Saigon-Regina Mundi (Nữ vương Thế giới), và Regina Pacis (Nữ vương Hòa bình) dành cho nữ sinh. Bốn trường này nằm dưới sự điều hành của Giáo hội Công giáo. Tổng cộng Giáo hội Công giáo sở hữu 226 trường trung học, 1030 trường tiểu học.
Giáo hội Phật giáo Việt Nam Thống nhất có hệ thống các trường tiểu học và trung học Bồ đề ở nhiều tỉnh thành, tính đến năm 1970 trên toàn quốc có 137 trường Bồ đề, trong đó có 65 trường trung học với tổng số học sinh là 58.466. Ngoài ra còn có một số trường do chính phủ Pháp tài trợ như Marie-Curie, Colette, Saint-Exupéry, Lycée Yersin (Đà Lạt), College Đà Nẵng, và College Nha Trang. Những trường này theo giáo trình của Pháp để học sinh thi tú tài Pháp. Kể từ năm 1956, tất cả các trường học tại Việt Nam, bất kể trường tư hay trường do ngoại quốc tài trợ, đều phải dạy một số giờ nhất định cho các môn quốc văn và lịch sử Việt Nam. Chương trình học chính trong các trường tư vẫn theo chương trình mà Bộ Quốc gia Giáo dục đã đề ra, dù có thể thêm một số giờ hoặc môn kiến thức thêm. Sau năm 1975, dưới chính thể Cộng hòa Xã hội Chủ nghĩa Việt Nam, tổng cộng có 1.087 trường tư thục ở miền Nam bị giải thể và trở thành trường công (hầu hết mang tên mới).
Các trường người Việt gốc Hoa
Trường Bác ái (Collège Fraternité) ở Chợ Quán với đa số học sinh là người Việt gốc Hoa cũng là một tư thục có tiếng do các thương hội người Hoa bảo trợ. Theo Quy học chánh ban hành năm 1957 và tu chính năm 1958 đối với trường tư thục của người Hoa thì chính phủ đòi hỏi các trường tiểu học phải dùng tiếng Việt làm chuyển ngữ và tiếng Hoa bị liệt vào hàng ngoại ngữ, hạn chế dạy tối đa sáu (6) giờ/tuần. Những năm kế tiếp quy định này cũng áp dụng với cấp trung học. Vào năm 1962 có 16 trường trung học của cộng đồng người Hoa với 5.635 học sinh. Nếu tính cả tiểu và trung học gộp lại thì có khoảng 70.000 học sinh trường Hoa vào đầu thập niên 1960.
Các trường Quốc gia Nghĩa tử
Ngoài hệ thống các trường công lập và tư thục kể trên, Việt Nam Cộng hòa còn có hệ thống thứ ba là các trường Quốc gia Nghĩa tử. Tuy đây là trường công lập nhưng không đón nhận học sinh bình thường mà chỉ dành riêng cho các con em của tử sĩ hoặc thương phế binh của Quân lực Việt Nam Cộng hòa như là một ưu đãi của chính phủ giúp đỡ không chỉ phương tiện học hành mà cả việc nuôi dưỡng. Hệ thống này bắt đầu hoạt động từ năm 1963 ở Sài Gòn, sau khai triển thêm ở Đà Nẵng, Cần Thơ, Huế, và Biên Hòa. Tổng cộng có 7 cơ sở với hơn 10.000 học sinh. Loại trường này do Bộ Cựu Chiến binh quản lý chứ không phải Bộ Quốc gia Giáo dục, nhưng vẫn dùng giáo trình của Bộ Quốc gia Giáo dục. Chủ đích của các trường Quốc gia Nghĩa tử là giáo dục phổ thông và hướng nghiệp cho học sinh chứ không huấn luyện quân sự. Vì vậy trường Quốc gia Nghĩa tử khác trường thiếu sinh quân. Sau năm 1975, các trường Quốc gia Nghĩa tử cũng bị giải thể.

## Giáo dục đại học
| Số liệu giáo dục bậc đại học | Số liệu giáo dục bậc đại học |
| Niên học                     | Số sinh viên                 |
| ---------------------------- | ---------------------------- |
| 1959                         | 7.500                        |
| 1960–61                      | 11.708                       |
| 1961                         | 15.621                       |
| 1962                         | 16.835                       |
| 1964                         | 20.834                       |
| 1965                         | 26.560                       |
| 1967-68                      | 36.000                       |
| 1970                         | 50.000                       |
| 1974-75                      | 166.475                      |

Dù giữa các viện đại học có sự khác biệt, nền văn hóa trí thức của Việt Nam Cộng hòa có 4 đặc tính nổi bật là tính thế giới, tính hiện đại, sự tiếp nhận các trào lưu trí thức Pháp rồi đến Mỹ, và khuynh hướng cộng hòa và phi cộng sản, hiếm khi chống cộng rõ rệt.
Học sinh đậu được Tú tài II thì có thể ghi danh vào học ở một trong các viện đại học, trường đại học, và học viện trong nước. Tuy nhiên, ở một số nơi vì số lượng tuyển sinh rất có giới hạn nên học sinh phải dự một kỳ thi tuyển có tính chọn lọc rất cao; các trường này thường là Y, Dược, Nha, Kỹ thuật, Quốc gia Hành chánh, và Sư phạm. Việc tuyển chọn dựa trên khả năng của thí sinh, hoàn toàn không xét đến lý lịch gia đình. Sinh viên học trong các cơ sở giáo dục công lập thì không phải đóng tiền học phí. Chỉ ở một vài trường hay phân khoa đại học thì sinh viên mới đóng lệ phí thi vào cuối năm học. Ngoài ra, chính phủ còn có những chương trình học bổng cho sinh viên.
Chương trình học trong các cơ sở giáo dục đại học được chia làm ba cấp. Cấp 1 (học 4 năm): Nếu theo hướng các ngành nhân văn, khoa học, v.v.. thì lấy bằng cử nhân (ví dụ: cử nhân Triết, cử nhân Toán...); nếu theo hướng các ngành chuyên nghiệp thì lấy bằng tốt nghiệp (ví dụ: bằng tốt nghiệp Trường Đại học Sư phạm, bằng tốt nghiệp Học viện Quốc gia Hành chánh...) hay bằng kỹ sư (ví dụ: kỹ sư Điện, kỹ sư Canh nông...). Cấp 2: học thêm 1–2 năm và thi lấy bằng cao học hay tiến sĩ đệ tam cấp (tiếng Pháp: docteur de troisième cycle; tương đương thạc sĩ ngày nay). Cấp 3: học thêm 2–3 năm và làm luận án thì lấy bằng tiến sĩ (tương đương với bằng Ph.D. của Hoa Kỳ). Riêng ngành y, vì phải có thời gian thực tập ở bệnh viện nên sau khi học xong chương trình dự bị y khoa phải học thêm 6 năm hay lâu hơn mới xong chương trình đại học.

### Mô hình các cơ sở giáo dục đại học

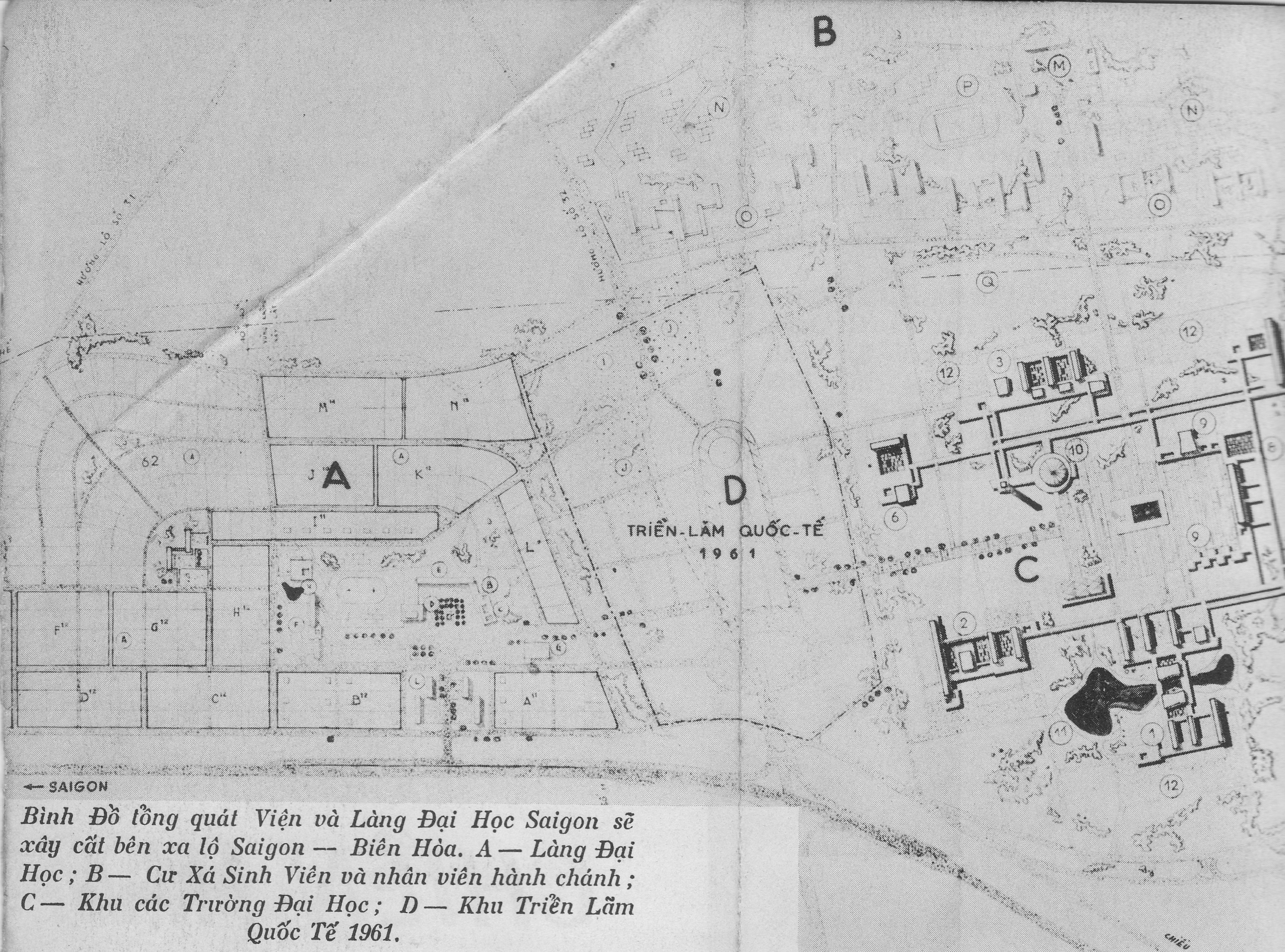
Sơ đồ Làng Đại học thuộc Viện Đại học Sài Gòn dự kiến xây dựng ở Thủ Đức

Phần lớn các cơ sở giáo dục đại học Việt Nam thời Việt Nam Cộng hòa được tổ chức theo mô hình viện đại học. Đây là mô hình tương tự như university của Hoa Kỳ và Tây Âu, cùng với nó là hệ thống đào tạo theo tín chỉ. Mỗi viện đại học bao gồm nhiều phân khoa đại học (thường gọi tắt là phân khoa, ví dụ: Phân khoa Y, Phân khoa Sư phạm, Phân khoa Khoa học, v.v...) hoặc trường đại học trực thuộc (ví dụ: Trường Đại học Nông nghiệp, Trường Đại học Kỹ thuật, v.v...). Trong mỗi phân khoa đại học hay trường đại học trực thuộc lại chia ra các ngành (ví dụ: ngành Điện tử, ngành Công chánh, v.v...); về mặt tổ chức, mỗi ngành tương ứng với một ban (tương đương với đơn vị khoa hiện nay).
Trong thập niên 1960 và 1970, lúc hội nghị hòa bình diễn ra ở Paris, Việt Nam Cộng hòa ráo riết lên kế hoạch tái thiết hậu chiến, với viễn cảnh là hòa bình sẽ lập lại ở Việt Nam, một chính phủ liên hiệp sẽ được thành lập, người lính từ các bên trở về cần được đào tạo để tái hòa nhập vào xã hội. Trong khuôn khổ kế hoạch đó, có hai mô hình cơ sở giáo dục đại học mới và mang tính thực tiễn được hình thành: trường đại học cộng đồng và viện đại học bách khoa.
Trường đại học cộng đồng là một cơ sở giáo dục đại học sơ cấp và đa ngành. Sinh viên học ở đây để chuyển tiếp lên học ở các viện đại học lớn, hoặc mở mang kiến thức, hoặc học nghề để ra làm việc. Các trường đại học cộng đồng được thành lập với sự tham gia đóng góp, xây dựng, và quản trị của địa phương nhằm đáp ứng nhu cầu phát triển ở địa phương trong các mặt văn hóa, xã hội, và kinh tế. Khởi điểm của mô hình giáo dục này là một nghiên cứu của ông Đỗ Bá Khê tiến hành vào năm 1969 mà các kết quả sau đó được đưa vào một luận án tiến sĩ trình ở Viện Đại học Nam California vào năm 1970 với tựa đề The Community College Concept: A Study of its Relevance to Postwar Reconstruction in Vietnam (Khái niệm trường đại học cộng đồng: Nghiên cứu sự phù hợp của nó với công cuộc tái thiết hậu chiến ở Việt Nam). Cơ sở đầu tiên được hình thành là Trường Đại học Cộng đồng Tiền Giang, thành lập vào năm 1971 ở Định Tường sau khi mô hình giáo dục mới này được mang đi trình bày sâu rộng trong dân chúng.

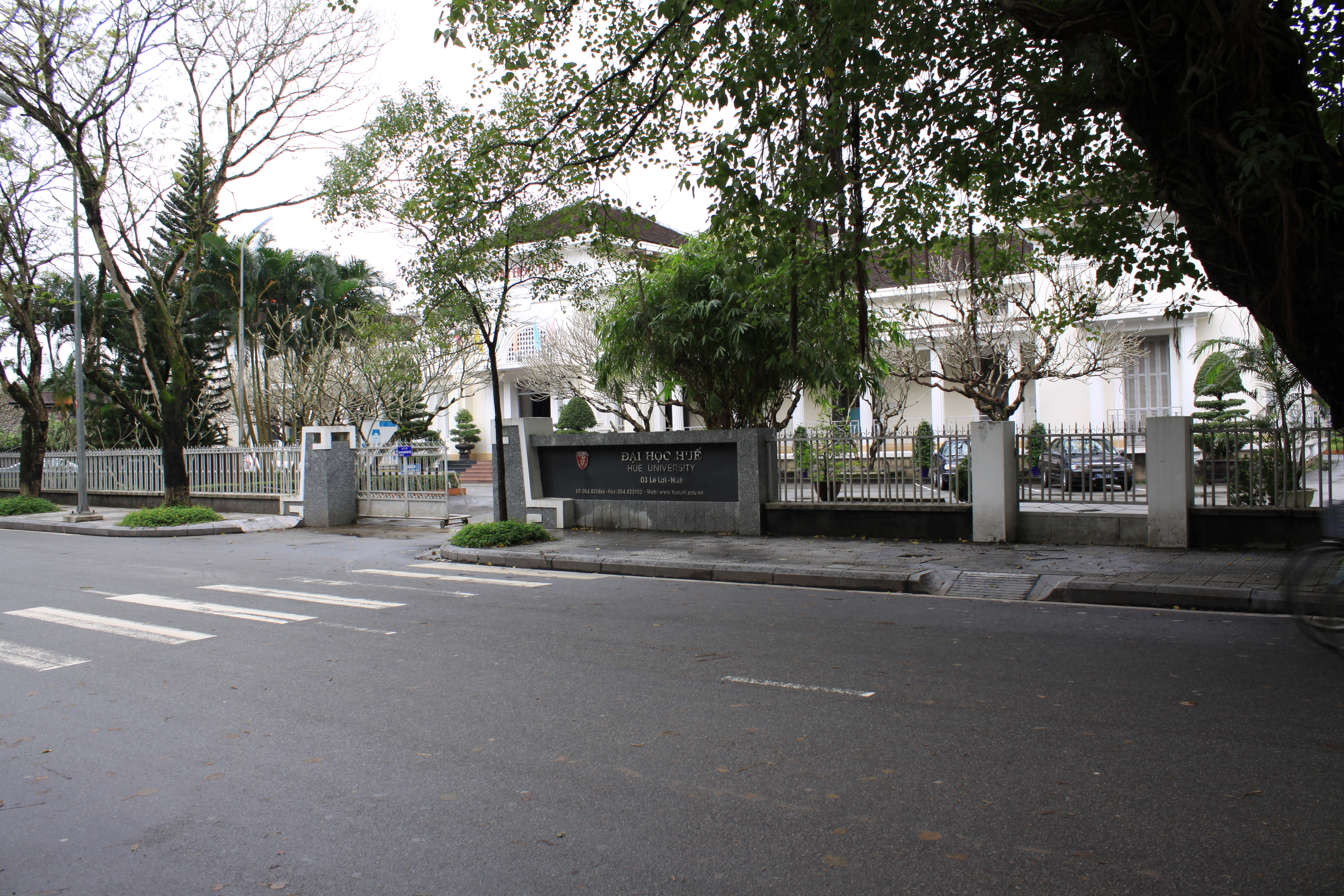
Một tòa nhà của Viện Đại học Huế (nay là Đại học Huế), ở số 3 đường Lê Lợi, Huế.

Vào năm 1973, Viện Đại học Bách khoa Thủ Đức được thành lập. Đây là một cơ sở giáo dục đại học đa ngành, đa lĩnh vực, và chú trọng đến các ngành thực tiễn. Trong thời gian đầu, Viện Đại học Bách khoa Thủ Đức có các trường đại học chuyên về nông nghiệp, kỹ thuật, giáo dục, khoa học và nhân văn, kinh tế và quản trị, và thiết kế đô thị; ngoài ra còn có trường sau đại học. Theo kế hoạch, các cơ sở giáo dục đều có một khuôn viên rộng lớn, tạo môi trường gợi cảm hứng cho suy luận, cảnh trí được thiết kế nhằm nâng cao óc sáng tạo; quản lý hành chính tập trung để tăng hiệu năng và giảm chi phí.
Theo như Hiến pháp quy định thì nền giáo dục đại học được tự trị. Tuy nhiên, Tổng thống bổ nhiệm viện trưởng các viện đại học. Về học vụ, sự thành lập các khoa, trường, ngành học, văn bằng, chứng chỉ vẫn phải do Bộ Giáo dục chấp thuận, về nhân viên, việc tuyển dụng, lương bổng, thăng thưởng, sa thải phải do Bộ Giáo dục và Tổng Nha Công vụ chấp thuận, về Ngân sách: Quyền chuẩn chi được ủy nhiệm cho Viện trưởng". Như vậy, về hành chính, Viện Đại học trực thuộc Bộ Giáo dục, và có thể bị chi phối bởi Bộ Giáo dục và Tổng Nha Công vụ chứ không hẳn là tự trị. Chính quyền Sài Gòn chỉ muốn xây dựng Viện Đại học hoàn toàn lệ thuộc vào chính quyền hoặc đảng phái hay cá nhân người lãnh đạo, bởi vậy, trong cộng đồng sinh viên đại học miền Nam từng dấy lên nhiều phong trào đấu tranh đòi thực thi tự trị đại học. Các Viện trưởng Đại học và Viện trưởng Học viện Quốc gia Hành chánh được xếp ngang Thứ trưởng một bộ. Ngoài những trường đào tạo công chức chính ngạch như Đại học Sư phạm, Học viện Quốc gia Hành chánh, phải thi tuyển vào và sinh viên được hưởng một khoản học bổng đáng kể hàng tháng, hầu hết các phân khoa của các Viện Đại học công lập khác đều theo thể thức ghi danh, các sinh viên không phải thi tuyển mà chỉ ghi danh nhập học và không phải đóng một khoản học phí nào trong suốt các năm học.
Sau năm 1975, dưới chính thể Cộng hòa Xã hội Chủ nghĩa Việt Nam, toàn bộ các cơ sở giáo dục đại học thời Việt Nam Cộng hòa bị đổi tên và bị phân tán theo khuôn mẫu giáo dục của Liên Xô nên không còn mô hình theo đó các trường hay phân khoa đại học cấu thành viện đại học, mà mỗi trường trở nên biệt lập. Giáo dục đại học Việt Nam dưới các chính thể Việt Nam Dân chủ Cộng hòa và Cộng hòa Xã hội Chủ nghĩa Việt Nam theo mô hình phân tán ngành học. Các "trường đại học bách khoa" được thành lập dưới hai chính thể này không giống như mô hình viện đại học bách khoa vì chỉ tập trung vào các ngành kỹ thuật. Tương tự, mô hình "trường đại học tổng hợp" cũng chỉ tập trung vào các ngành khoa học cơ bản, chứ không mang tính chất toàn diện. Đến đầu thập niên 1990, chính phủ Cộng hòa Xã hội Chủ nghĩa Việt Nam mới thành lập hai "đại học" cấp quốc gia và ba "đại học" cấp vùng theo mô hình gần giống như mô hình viện đại học. Vào tháng 10 năm 2009, một số đại biểu Quốc hội đưa ra đề nghị gọi tên các "đại học" cấp quốc gia và cấp vùng là "viện đại học".

### Các viện đại học công lập

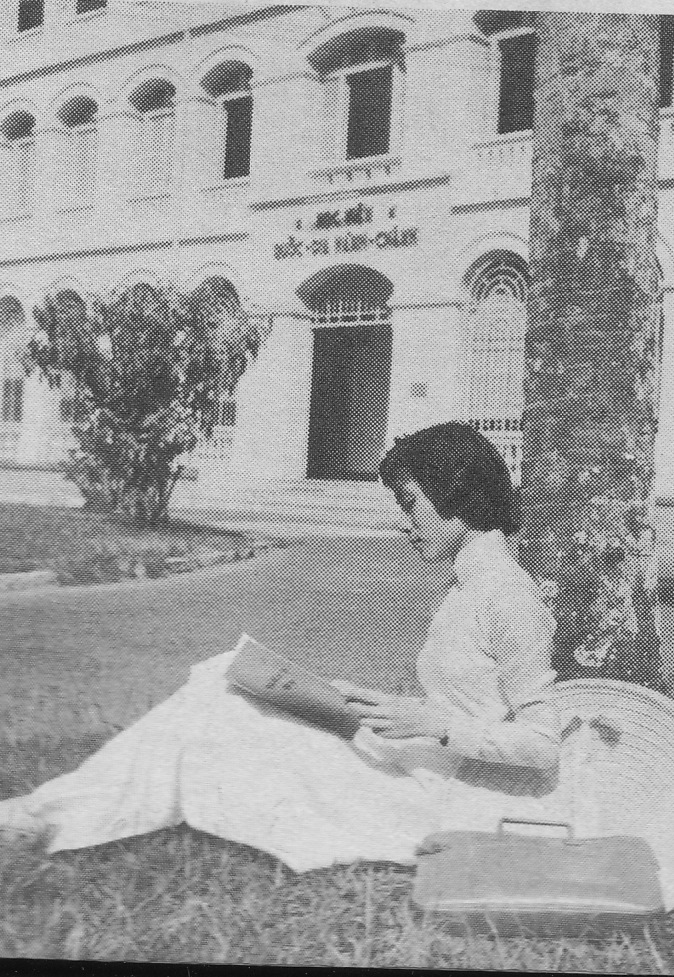
Học viện Quốc gia Hành chánh, đường Alexandre de Rhodes, Sài Gòn

- Viện Đại học Sài Gòn: Tiền thân là Viện Đại học Đông Dương (1906), rồi Viện Đại học Quốc gia Việt Nam (1955) - còn có tên là Viện Đại học Quốc gia Sài Gòn. Năm 1957, Viện Đại học Quốc gia Việt Nam đổi tên thành Viện Đại học Sài Gòn. Đây là viện đại học lớn nhất miền Nam. Trước năm 1964, tiếng Việt lẫn tiếng Pháp được dùng để giảng dạy ở bậc đại học, nhưng sau đó thì chỉ dùng tiếng Việt theo chính sách ngôn ngữ theo đuổi từ năm 1955.[82] Riêng Trường Đại học Y khoa dùng cả tiếng Anh. Vào thời điểm năm 1970, hơn 70% sinh viên đại học dưới chính thể Việt Nam Cộng hòa ghi danh học ở Viện Đại học Sài Gòn.[83]
- Viện Đại học Huế: Thành lập vào tháng 3 năm 1957 với 5 phân khoa đại học: Khoa học, Luật, Sư phạm, Văn khoa, và Y khoa.[84]
- Viện Đại học Cần Thơ: Thành lập năm 1966 với 4 phân khoa đại học: Khoa học, Luật khoa & Khoa học Xã hội, Sư phạm, và Văn khoa.
- Viện Đại học Bách khoa Thủ Đức: Thành lập năm 1974. Tiền thân là Trung tâm Quốc gia Kỹ thuật (1957), Học viện Quốc gia Kỹ thuật (1972).

### Các viện đại học tư thục
- Viện Đại học Đà Lạt: Thành lập ngày 8 tháng 8 năm 1957. Một phần cơ sở của Viện Đại học Đà Lạt nguyên là một chủng viện của Giáo hội Công giáo. Viện đại học này có 4 phân khoa đại học: Chính trị Kinh doanh, Khoa học, Sư phạm, Thần học và Văn khoa. Theo ước tính, từ năm 1957 đến 1975, viện đại học này đã giáo dục 26.551 người.[85]
- Viện Đại học Vạn Hạnh: Thuộc khối Ấn Quang của Giáo hội Phật giáo Việt Nam Thống nhất; thành lập ngày 17 tháng 10 năm 1964 ở số 222 đường Trương Minh Giảng (sau 1975 là đường Lê Văn Sỹ), Quận 3, Sài Gòn-Gia Định với 5 phân khoa đại học: Giáo dục, Phật học, Khoa học xã hội, Khoa học ứng dụng, và Văn học & Khoa học nhân văn. Vào đầu thập niên 1970, Vạn Hạnh có hơn 3.000 sinh viên.[86][87]
- Viện Đại học Phương Nam: Được cấp giấy phép năm 1967, tọa lạc ở số 16 đường Trần Quốc Toản (sau năm 1975 là đường 3 Tháng Hai), Quận 10, Sài Gòn. Viện đại học này thuộc khối Việt Nam Quốc Tự của Giáo hội Phật giáo Việt Nam Thống nhất, Giáo sư Lê Kim Ngân làm viện trưởng. Viện Đại học Phương Nam có 3 phân khoa đại học: Kinh tế-Thương mại, Ngoại ngữ, và Văn khoa. Vào thập niên 1970, viện đại học này có khoảng 750 sinh viên ghi danh.[86]
- Viện Đại học An Giang (Hòa Hảo): Thành lập năm 1970 ở Long Xuyên với 5 phân khoa đại học: Văn khoa, Thương mại-Ngân hàng, Bang giao Quốc tế, Khoa học Quản trị và Sư phạm.[88] Viện Đại học này trực thuộc Giáo hội Phật giáo Hòa Hảo.
- Viện Đại học Cao Đài: Thành lập năm 1971 trên đường Ca Bảo Đạo[89] ở Tây Ninh với 3 phân khoa đại học: Thần học Cao Đài, Nông lâm mục, và Sư phạm.[90][91] Viện Đại học này trực thuộc Hội Thánh Cao Đài Tòa Thánh Tây Ninh.
- Viện Đại học Minh Đức: Được cấp giấy phép năm 1972, trụ sở ở Sài Gòn với 5 phân khoa đại học: Kỹ thuật Canh nông, Khoa học Kỹ thuật, Kinh tế Thương mại, Nhân văn Nghệ thuật, và Y khoa. Viện Đại học này do Giáo hội Công giáo điều hành.

### Các học viện và viện nghiên cứu

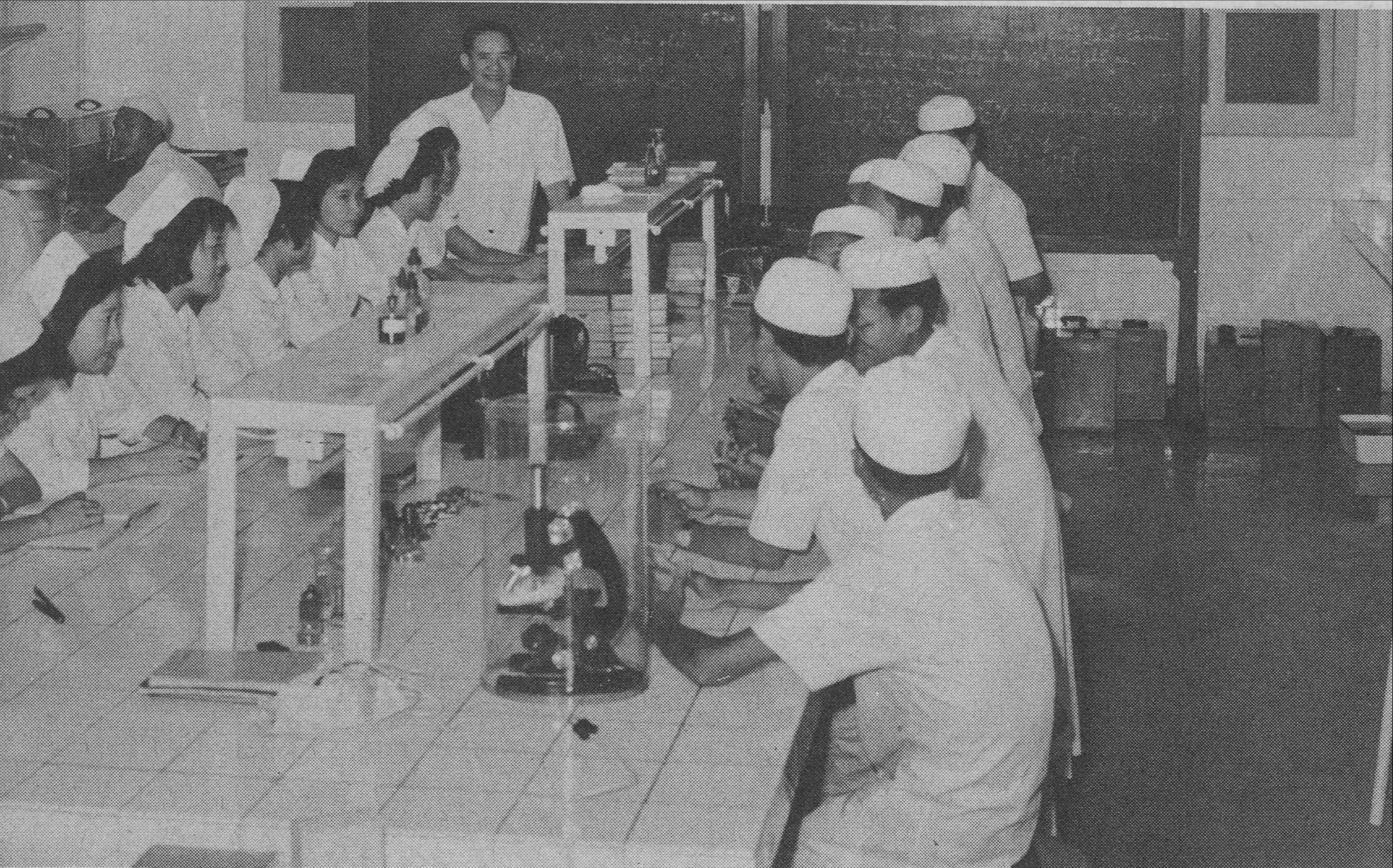
Phòng thí nghiệm ở Viện Pasteur Sài Gòn, hình chụp năm 1961

- Học viện Quốc gia Hành chánh: Cơ sở này được thành lập từ thời Quốc gia Việt Nam với văn bản ký ngày 29 tháng 5 năm 1950 nhằm đào tạo nhân sự chuyên môn trong lãnh vực công quyền như thuế vụ và ngoại giao. Trường sở đặt ở Đà Lạt; năm 1956 thì dời về Sài Gòn[92] đặt ở đường Alexandre de Rhodes; năm 1958 thì chuyển về số 100 đường Trần Quốc Toản (gần góc đường Cao Thắng, sau năm 1975 là đường 3 tháng 2), Quận 10, Sài Gòn.[93][94] Học viện này trực thuộc Phủ Thủ tướng hay Phủ Tổng thống, đến năm 1973 thì thuộc Phủ Tổng ủy Công vụ. Học viện có chương trình hai năm cao học, chia thành ba ban cao học, đốc sự, và tham sự.[95]
- Học viện Quốc gia Nông nghiệp (1972–1974): tiền thân là Trường Cao đẳng Nông lâm súc (1962–1968), Trung tâm Quốc gia Nông nghiệp (1968–1972) rồi nhập vào Viện Đại học Bách khoa Thủ Đức năm 1974.
- Ngoài những học viện trên, Việt Nam Cộng hòa còn duy trì một số cơ quan nghiên cứu khoa học như Viện Pasteur Sài Gòn, Viện Pasteur Đà Lạt, Viện Pasteur Nha Trang, Viện Hải dương học Nha Trang, Viện Nguyên tử lực Đà Lạt, Viện Khảo cổ v.v. với những chuyên môn đặc biệt.[96]

### Các trường đại học cộng đồng
Bắt đầu từ năm 1971 chính phủ mở một số trường đại học cộng đồng (theo mô hình community college của Hoa Kỳ) như Trường Đại học Cộng đồng Tiền Giang ở Mỹ Tho, Duyên Hải ở Nha Trang, Quảng Đà ở Đà Nẵng (1974), và Long Hồ ở Vĩnh Long. Trường Đại học Cộng đồng Tiền Giang đặt trọng tâm vào nông nghiệp; Trường Đại học Cộng đồng Duyên Hải hướng về ngư nghiệp. Riêng Trường Long Hồ còn đang dang dở chưa hoàn tất thì chính thể Việt Nam Cộng hòa bị giải tán. Ở Sài Gòn thì có Trường Đại học Regina Pacis (khai giảng vào năm 1973) dành riêng cho nữ sinh do Công giáo thành lập, và theo triết lý đại học cộng đồng.

### Các trường kỹ thuật và dạy nghề
Ngoài những trường đại học còn có hệ thống trường cao đẳng như Trường Bách khoa Phú Thọ và Trường Nông lâm súc. Một số những trường này sang thập niên 1970 được nâng lên tương đương với cấp đại học. 
- Trường Quốc gia Nông lâm mục: Thoạt tiên là Nha Khảo cứu Đông Dương thành lập năm 1930 ở B'lao, cơ sở này đến năm 1955 thì nâng lên thành Trường Quốc gia Nông lâm mục với chương trình học bốn năm. Diện tích vườn thực nghiệm rộng 200 ha được chia thành những khu chăn nuôi gia súc, vườn cây công nghiệp, lúa thóc.[101] Qua từng giai đoạn Trường đổi tên thành Trường Cao đẳng Nông lâm súc (1962–1968), Trung tâm Quốc gia Nông nghiệp (1968–1972), Học viện Quốc gia Nông nghiệp (1972–1974). Cuối cùng Trường Quốc gia Nông lâm mục được sáp nhập vào Viện Đại học Bách khoa Thủ Đức (có trụ sở ở số 45 đường Cường Để, Quận 1, Sài Gòn). Trường còn có chi nhánh ở Huế, Cần Thơ, và Bình Dương.[102]
- Trung tâm Quốc gia Kỹ thuật Phú Thọ: Thành lập năm 1957 thời Đệ Nhất Cộng hòa gồm bốn trường: Trường Cao đẳng Công chánh, Trường Cao đẳng Điện học, Trường Quốc gia Kỹ sư Công nghệ, và Trường Việt Nam Hàng hải. Năm 1968 lập thêm Trường Cao đẳng Hóa học. Năm 1972, Trung tâm Quốc gia Kỹ thuật đổi thành Học viện Quốc gia Kỹ thuật và đến năm 1974 thì nhập với Trường Đại học Nông nghiệp để tạo nên Viện Đại học Bách khoa Thủ Đức.[103][104]
- Học viện Cảnh sát Quốc gia: Thành lập năm 1966 để đào tạo nhân viên giữ an ninh và thi hành luật pháp.[105]

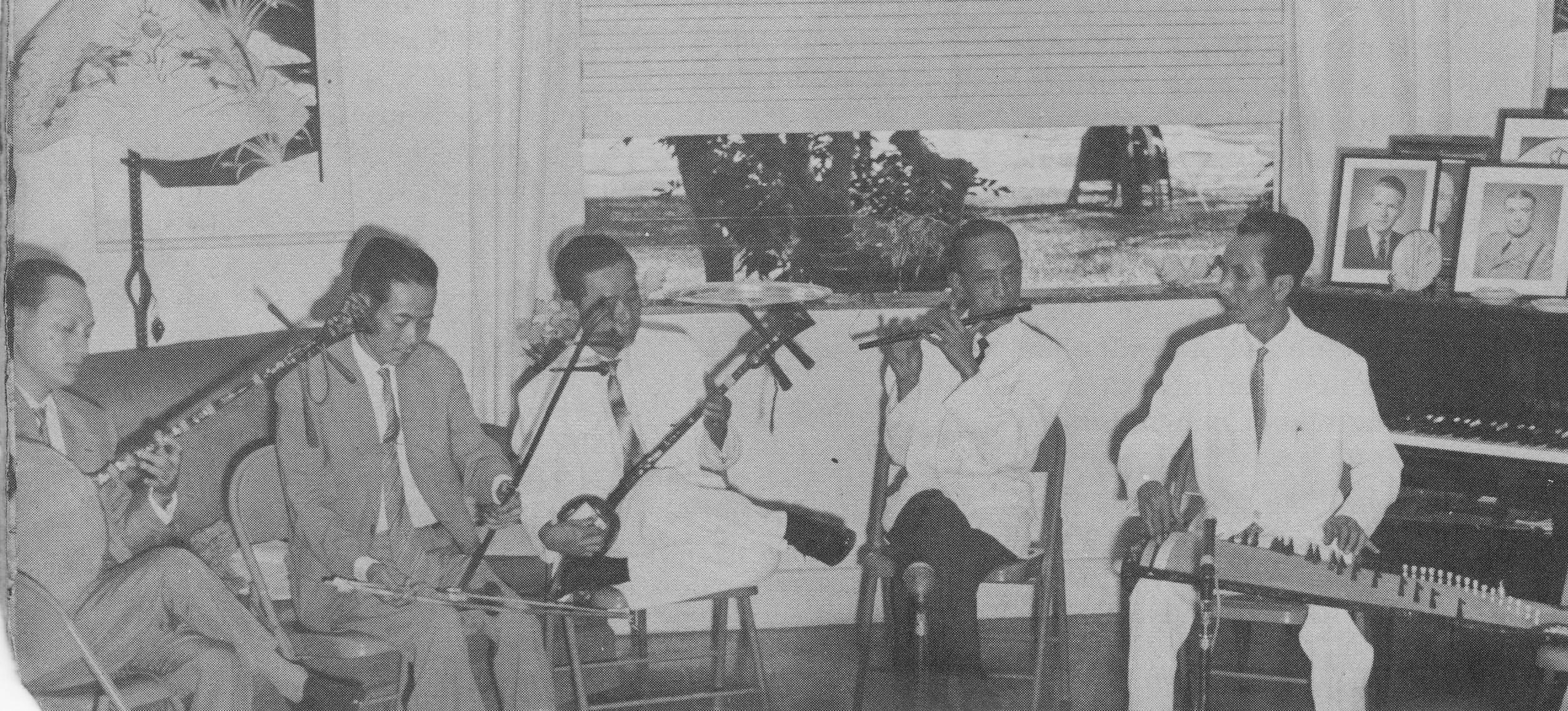
Các giáo sư Trường Quốc gia Âm nhạc và Kịch nghệ đồng tấu: Trần Thanh Tâm (đờn kìm), Phan Văn Nghị (đờn cò), Trương Văn Đệ (đờn tam), Vũ Văn Hòa (sáo), và Nguyễn Vĩnh Bảo (đờn tranh).

### Các trường nghệ thuật
- Trường Quốc gia Âm nhạc và Kịch nghệ: Thành lập ngày 12 tháng 4 năm 1956 dưới thời Đệ Nhất Cộng hòa. Chương trình học sau được bổ túc để bao gồm các bộ môn âm nhạc cổ điển Tây phương và truyền thống Việt Nam cùng kịch nghệ.
- Trường Quốc gia Âm nhạc Huế: Thành lập năm 1962 ở cố đô Huế,[106] chủ yếu dạy âm nhạc cổ truyền Việt Nam, dùng nhà hát Duyệt Thị Đường trong Kinh thành Huế làm nơi giảng dạy.[107]
- Trường Quốc gia Trang trí Mỹ thuật: thành lập năm 1971, trên cơ sở nâng cấp Trường Trung học Trang trí Mỹ thuật Gia Định (tiền thân là Trường Mỹ nghệ Gia Định, thành lập năm 1940).
- Trường Quốc gia Cao đẳng Mỹ thuật Sài Gòn: thành lập sau năm 1954; chuyên đào tạo về nghệ thuật tạo hình với các chương trình học 3 và 7 năm. Vị giám đốc đầu tiên là họa sĩ Lê Văn Đệ (1954–1966).

### Các trường giáo dục bình dân
Ngoài những cơ sở giáo dục chính quy, chính phủ còn hợp tác với những đoàn thể tư nhân tổ chức những lớp giáo dục bình dân, giúp xóa nạn mù chữ, nhắm lớp người 16 tuổi trở lên. Giáo trình là những lớp tập đọc, tập viết, toán, sử ký, địa lý, vệ sinh, nhạc lý, và công dân. Lớp học thường là buổi sáng hay buổi chiều, kéo dài hai giờ đồng hồ, nhóm họp ở đình, chùa, nhà thờ... Sách, vở, bút, giấy đều phát miễn phí. Sĩ số toàn quốc lên đến một triệu người vào năm 1960. Trường Bách khoa Bình dân là một thí dụ.

### Sinh viên du học ngoại quốc
Một số sinh viên bậc đại học được cấp giấy phép đi du học ở nước ngoài. Hai quốc gia thu nhận nhiều sinh viên Việt Nam vào năm là Pháp (2.059 năm 1959, 1.522 năm 1964) và Hoa Kỳ (102 năm 1959, 399 năm 1964), đa số theo học các ngành khoa học xã hội và kỹ sư.

## Tài liệu và dụng cụ giáo khoa

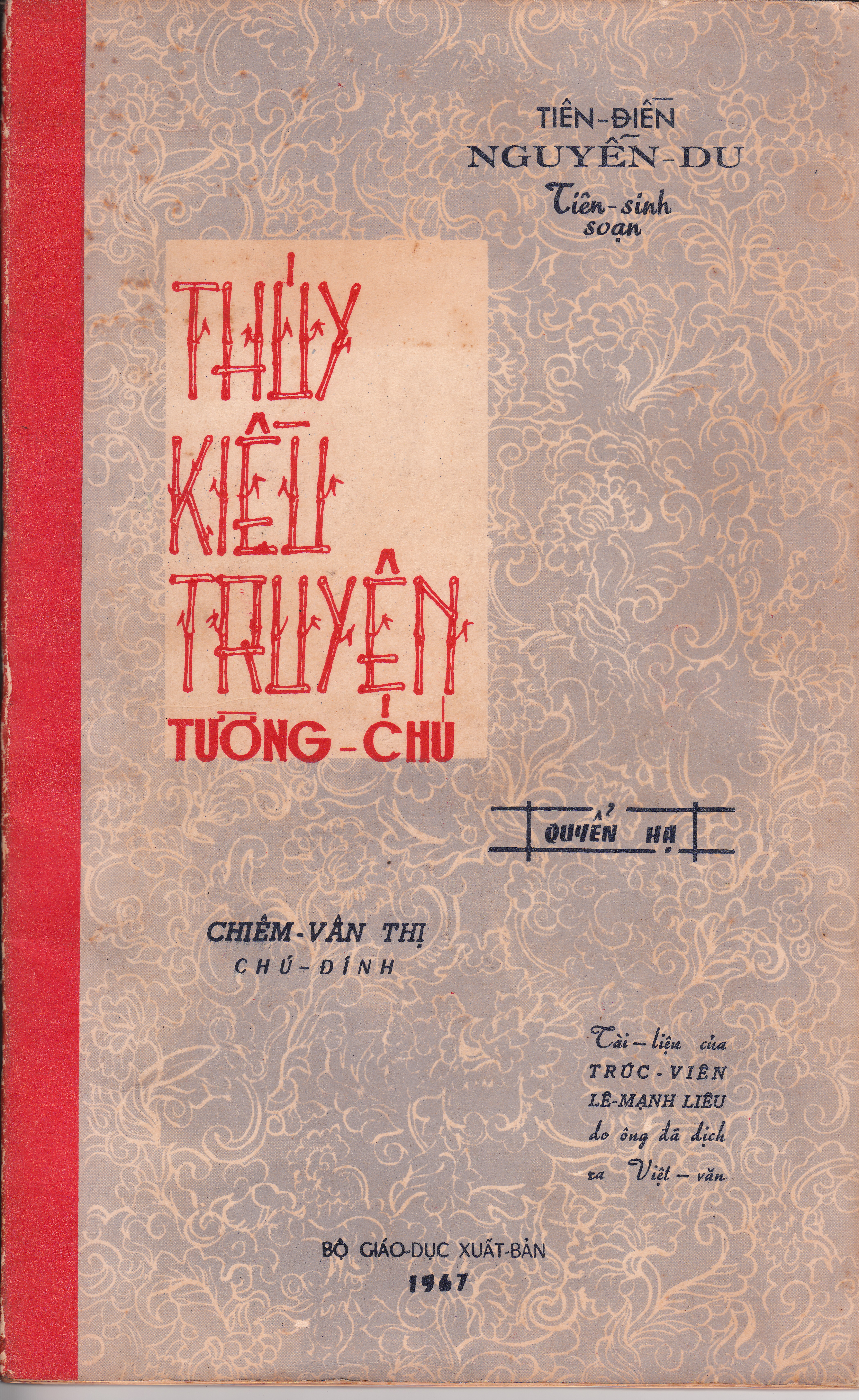
Truyện Kiều bản chữ Nôm của Chiêm Vân Thị do Bộ Giáo dục xuất bản năm 1967

### Đào tạo giáo chức

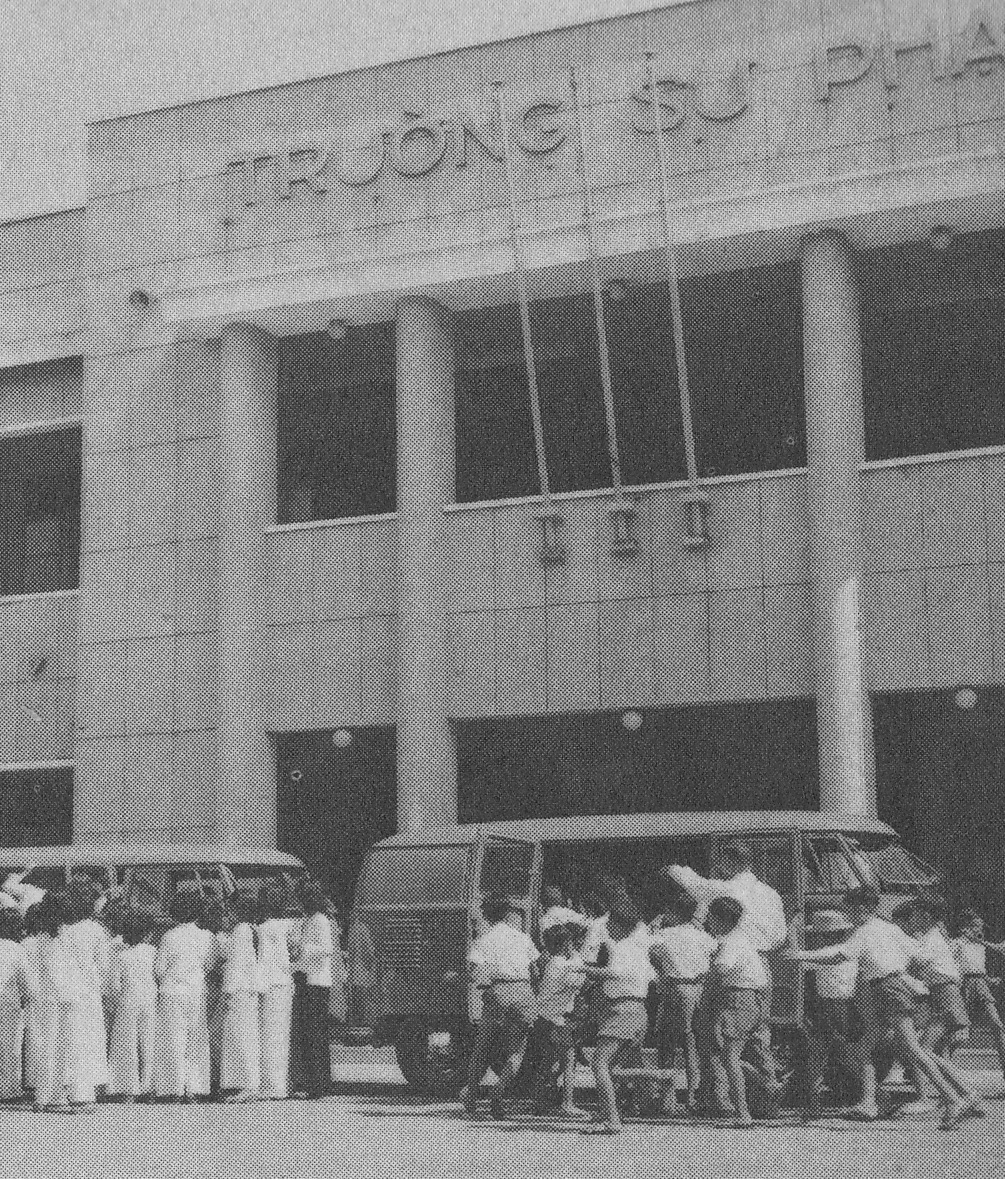
Trường Đại học Sư phạm, một trường thành viên của Viện Đại học Sài Gòn

### Hệ thống quản trị giáo dục

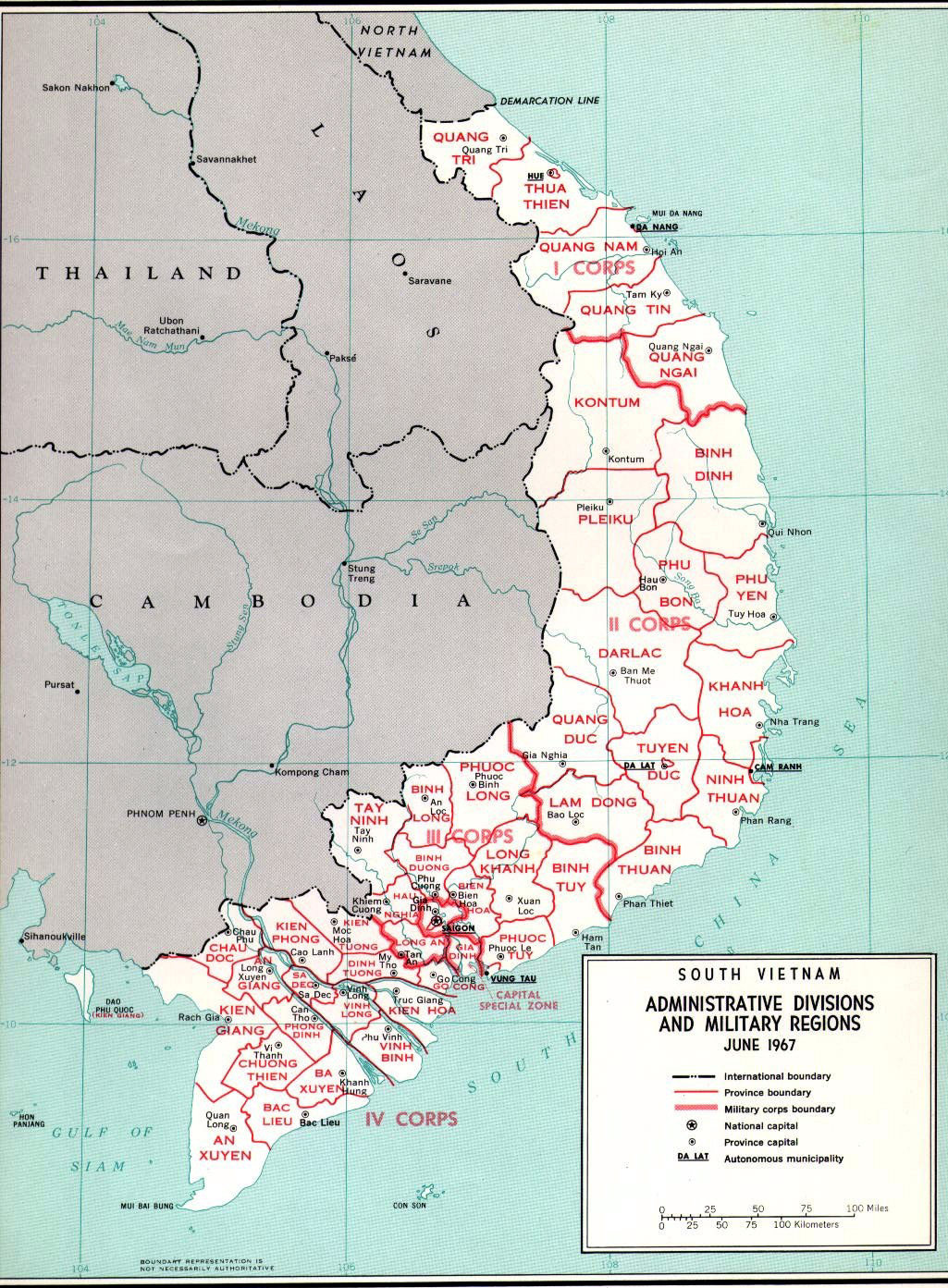
Bản đồ hành chính với địa giới các tỉnh của Việt Nam Cộng hòa và bốn khu học chánh (cũng tương ứng với bốn vùng chiến thuật)